# تپه شهر سوخته ۱۹۵
تپه شهر سوخته ۱۹۵ در شهرستان زابل، بخش شیب آب، دهستان لوتک، روستای حومه شهر سوخته، ۷ کیلومتری جنوب غربی پایگاه باستان‌شناسی شهر سوخته واقع شده و این اثر در تاریخ ۱۵ اسفند ۱۳۸۵ با شمارهٔ ثبت ۱۷۹۵۸ به‌عنوان یکی از آثار ملی ایران به ثبت رسیده است.